# U 227
U 227 war ein deutsches U-Boot vom VII C, das im Zweiten Weltkrieg von der deutschen Kriegsmarine eingesetzt wurde.

## Technische Daten
Der Auftrag für das Boot wurde am 7. Dezember 1940 an die Germaniawerft, Kiel vergeben. Die Kiellegung erfolgte am 8. November 1941, der Stapellauf am 30. Juli 1942. Die Indienststellung unter Kapitänleutnant Jürgen Kuntze fand schließlich am 22. August 1942 statt.

## Geschichte
Das U-Boot gehörte nach seiner Indienststellung am 22. August 1942 bis zum April 1943 zur 5. U-Flottille und im April 1943 zur 7. U-Flottille.

## Verbleib
U 227 wurde am 30. April 1943 zwischen Färöer und Island von einer Handley Page Hampden (Royal Australian Air Force) versenkt.